# Christopher Reeve
Christopher D'Olier Reeve (New York, 25 settembre 1952 – Mount Kisco, 10 ottobre 2004) è stato un attore, regista, produttore cinematografico e produttore televisivo statunitense.
Raggiunse la fama internazionale nel 1978 interpretando il personaggio di Superman, eroe dei fumetti e icona della cultura pop statunitense; ripropose con successo il medesimo personaggio nei tre sequel della serie nel corso degli anni ottanta.

## Biografia
Figlio dello scrittore Franklin D'Olier Reeve e della giornalista Barbara P. Lamb, laureato in Inglese e Teoria musicale all'Università Cornell nel 1974, con successivi studi di recitazione con John Houseman alla Juilliard School, iniziò la sua carriera di attore durante un tirocinio che lo portò a debuttare nel 1976 a Broadway; nello stesso anno si sottopose a un provino per la parte di Superman/Clark Kent. Il primo film su Superman è del 1978 e Reeve interpretò da allora vari ruoli per il cinema e la televisione, vestendo i panni del supereroe altre tre volte.
Sfruttò la sua fama per sostenere battaglie a favore della pace; nel 1987 si recò nel Cile di Pinochet per manifestare contro l'imprigionamento degli scrittori e intellettuali cileni.
Da una relazione con Gae Exton, Reeve ebbe due figli: Matthew (nato nel 1979) e Alexandra (nata nel 1982). L'11 aprile 1992 si sposò con Dana Morosini, dalla quale ebbe un figlio, William (nato nel 1992).

### L’incidente
Il 27 maggio 1995, nel corso di una gara a Charlottesville, nel parco equestre Commonwealth a Culpeper, in Virginia, Reeve cadde rovinosamente da cavallo, riportando una lesione del midollo spinale cervicale, con conseguente paralisi permanente dal collo in giù. Perse l'uso degli arti (tetraplegia) e la capacità di respirare autonomamente (pentaplegia). Da allora e sino alla morte, avvenuta nove anni dopo, rimase su una sedia a rotelle e collegato a un respiratore artificiale. All'ospedale, ricevette il sostegno dell'amico Robin Williams che, travestito da chirurgo, si recò a fargli visita per farlo tornare a sorridere e aiutarlo a riacquistare la voglia di vivere.

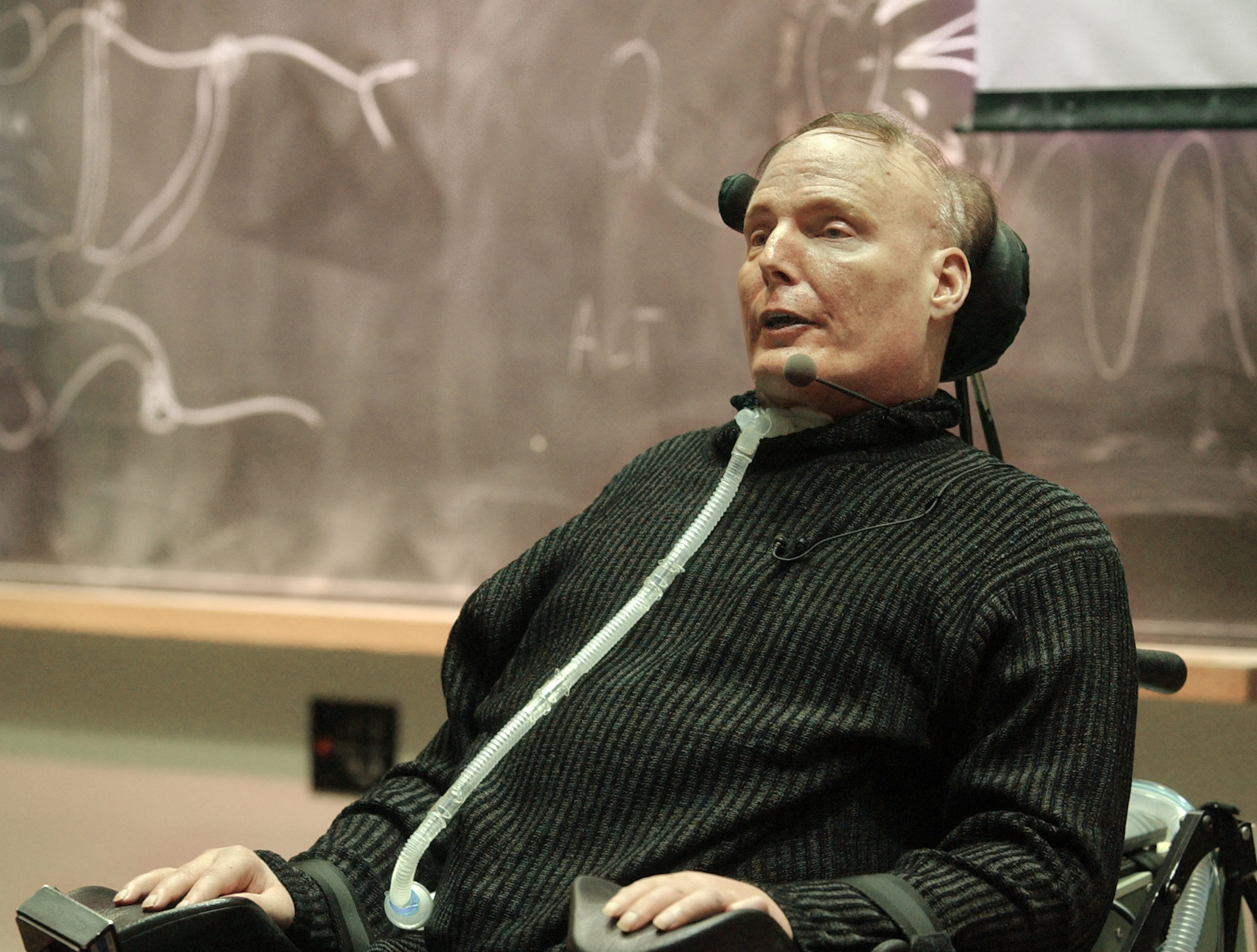
Christopher Reeve al Massachusetts Institute of Technology illustra i benefici della ricerca sulle cellule staminali (2003)

Dopo l'incidente, Reeve apparve ancora sulla scena, sulla sua sedia a rotelle, nel film per la televisione La finestra sul cortile (1998), un remake di uno dei più celebri film di Alfred Hitchcock. Nel film, interpretò il ruolo di una persona con disabilità che, costretta tutto il giorno in casa, assiste da una finestra a un omicidio (il ruolo nella pellicola originale era di James Stewart, il cui personaggio testimone dell'omicidio aveva una gamba rotta).
Il 25 aprile 1998, la casa editrice Random House pubblicò l'autobiografia di Reeve, Still Me (Ancora io), che ribadì ancora una volta la sua forza d'animo.
Come guest star apparve nella serie televisiva Smallville, che narra la giovinezza di Clark Kent. Il 25 febbraio 2003 comparve per la prima volta nel telefilm interpretando il Dr. Swann, uno scienziato che fornisce al giovane Clark Kent alcuni particolari sulle sue origini misteriose. Reeve apparve in un secondo episodio il 14 aprile 2004. Oltre a questi ruoli, fece altre apparizioni. Gli fu anche accreditata la partecipazione alla regia del film d'animazione Piccolo grande eroe, uscito postumo il 15 settembre 2006 negli Stati Uniti.
Negli anni successivi all'incidente, Reeve diventò un attivista nelle campagne a difesa dei diritti delle persone disabili e un grande promotore della ricerca sulle cellule staminali e la clonazione terapeutica, che sostenne anche attraverso una propria fondazione (la Christopher Reeve Paralysis Foundation), protestando contro la politica del governo statunitense. Con la moglie Dana fondò il Christopher and Dana Reeve Paralysis Resource Center, un ospedale a Short Hills, nel New Jersey, nel quale viene insegnato ai paraplegici a vivere in maniera il più indipendente possibile, compatibilmente con le proprie condizioni.
Nel 2003 pubblicò Nothing is Impossible - Reflection of a New Life, il seguito del primo libro, col quale intendeva dare una speranza, tramite la propria esperienza, a tutte le persone con una disabilità, trasmettendo la propria voglia di vivere. Nell'anno 2004, durante la campagna presidenziale, diede un convinto sostegno a favore di John Kerry, candidato alla Casa Bianca del partito dei Democratici, in quanto favorevole alla ricerca sulle cellule staminali, contrariamente al programma politico di George W. Bush.

### La morte
Christopher Reeve morì d'infarto il 10 ottobre 2004, a 52 anni, al Norther Westchester Medical Center di New York, dove era stato ricoverato 12 ore prima a causa di un attacco cardiaco, conseguente a una grave infezione provocata da una lesione da pressione. Tuttavia sia Dana, la moglie di Reeve, che il suo medico John McDonald, credevano che la causa del decesso fosse stata una reazione avversa a un farmaco, dal momento che Reeve era affetto da mastocitosi, che avrebbe potuto renderlo vulnerabile all'anafilassi, e infatti già in passato più di una volta aveva avuto reazioni avverse a farmaci.

## Filmografia

### Attore

#### Cinema
- Salvate il Gray Lady (Gray Lady Down), regia di David Greene (1978)
- Superman, regia di Richard Donner (1978)
- Ovunque nel tempo (Somewhere in Time), regia di Jeannot Szwarc (1980)
- Superman II, regia di Richard Lester (1980)
- Trappola mortale (Deathtrap), regia di Sidney Lumet (1982)
- Monsignore (Monsignor), regia di Frank Perry (1982)
- Superman III, regia di Richard Lester (1983)
- I bostoniani (The Bostonians), regia di James Ivory (1984)
- Aviator - Amore tra le nuvole (The Aviator), regia di George Trumbull Miller (1985)
- Street Smart - Per le strade di New York (Street Smart), regia di Jerry Schatzberg (1987)
- Superman IV (Superman IV: The Quest for Peace), regia di Sidney J. Furie (1987)
- Cambio marito (Switching Channels), regia di Ted Kotcheff (1987)
- Rumori fuori scena (Noises Off), regia di Peter Bogdanovich (1992)
- Un marito per Elly (Morning Glory), regia di Steven Hilliard Stern (1993)
- Quel che resta del giorno (The Remains of the Day), regia di James Ivory (1993)
- Ciao Julia, sono Kevin (Speechless), regia di Ron Underwood (1994)
- Villaggio dei dannati (Village of the Damned), regia di John Carpenter (1995)
- Insieme verso il domani (Step Toward Tomorrow), regia di Deborah Reinisch (1996)
- La finestra sul cortile (Rear Window), regia di Jeff Bleckner (1998)
- Superman II: The Richard Donner Cut, regia di Richard Donner (2006)

#### Televisione
- Enemies, regia di Kirk Browning e Ellis Rabb – film TV (1974)
- Love of Life – serie TV, 1 episodio (1974-1976)
- The Wide World Mystery – serie TV, 1 episodio (1975)
- Muppet Show – serie TV, episodio 4x18 (1980)
- I Ryan (Ryan's Hope) – serie TV, 1 episodio (1980)
- Nel regno delle fiabe (Faerie Tale Theatre) – serie TV, episodio 2x03 (1983)
- Anna Karenina, regia di Simon Langton – film TV (1985)
- Saturday Night Live (1985)
- La grande fuga II (The Great Escape II: The Untold Story), regia di Jud Taylor e Paul Wendkos – miniserie TV (1988)
- La rosa e lo sciacallo (The Rose and the Jackal), regia di Jack Gold – film TV (1990)
- Cercate quel bambino (Bump in the Night), regia di Karen Arthur – film TV (1991)
- Carol & Company – serie TV, 1 episodio (1991)
- Una farfalla nel lago (Death Dreams), regia di Martin Donovan – film TV (1991)
- La strada per Avonlea (Road to Avonlea) – serie TV, 1 episodio (1992)
- I racconti della cripta (Tales from the Crypt) – serie TV, episodio 4x06 (1992)
- Confessione mortale (Mortal Sins), regia di Bradford May – film TV (1992)
- Incubo dal passato (Nightmare in the Daylight), regia di Lou Antonio – film TV (1992)
- La nave fantasma (The Sea Wolf), regia di Michael Anderson – film TV (1993)
- The Unpleasant World of Penn & Teller – serie TV, 1 episodio (1994)
- Al di sopra di ogni sospetto (Above Suspicion), regia di Steven Schachter – film TV (1995)
- The Black Fox - Gli ostaggi (Black Fox), regia di Steven Hilliard Stern – film TV (1995)
- The Black Fox - Il prezzo della pace (Black Fox: The Price of Peace), regia di Steven Hilliard Stern – film TV (1995)
- The Black Fox - Terra senza legge (Black Fox: Good Men and Bad), regia di Steven Hilliard Stern – film TV (1995)
- La finestra sul cortile (Rear Window), regia di Jeff Bleckner – film TV (1998)
- The Practice - Professione avvocati (The Practice) – serie TV, 1 episodio (2003)
- Smallville – serie TV, episodi 2x17-3x17 (2003-2004)

### Regista
- La luce del crepuscolo (In the Gloaming) – film TV (1997)
- Il coraggio di una madre - Brooke Ellison (The Brooke Ellison Story) – film TV (2004)
- Piccolo grande eroe (2006), postumo

### Doppiatore
- Earthday Birthday, regia di Michael Sporn – film TV (1990)
- Frasier – serie TV, 1 episodio (1993)
- The Lion and the Lamb, regia di Bill Kroyer (1996)
- Without Pity: A Film About Abilities, regia di Michael Mierendorf – film TV (1996)
- 9, regia di Buzz Hays - videogioco (1996)

## Doppiatori italiani
Nelle versioni in italiano dei suoi film, Christopher Reeve è stato doppiato da:
- Sergio Di Stefano in I Bostoniani, Street Smart - Per le strade di New York, Superman IV, Quel che resta del giorno, La finestra sul cortile
- Pino Colizzi in Superman, Superman II, Superman III
- Roberto Chevalier in Ovunque nel tempo, Cambio marito, La grande fuga II
- Gino La Monica in Trappola mortale, Confessione mortale, Incubo dal passato
- Sergio Di Giulio in Cercate quel bambino, Smallville
- Guido De Salvi in Muppet Show
- Claudio Capone in Monsignore
- Renzo Stacchi in Aviator - Amore tra le nuvole
- Oliviero Dinelli in Anna Karenina
- Paolo Bessegato ne La rosa e lo sciacallo
- Luca Biagini in Rumori fuori scena
- Marco Balzarotti ne I racconti della cripta
- Edoardo Siravo in Ciao Julia, sono Kevin
- Gioacchino Maniscalco in Villaggio dei dannati
- Rodolfo Bianchi in Al di sopra di ogni sospetto
- Giorgio Locuratolo in Insieme verso il domani
- Andrea Ward in The Practice - Professione avvocati
- Luca Ward in Superman (ridoppiaggio)
- Luca Mannocci in Muppet Show (ridoppiaggio)

Da doppiatore è stato sostituito da:
- Pino Colizzi in Superman[5]
- Silvio Anselmo in Superman[6]
- Sergio Di Stefano in Frasier
- Nanni Baldini in Superman (ridoppiaggio)[5]

## Opere librarie
- Still me, Random House, 1998. ISBN 0-679-45235-4
  - Ancora io, traduzione di Maria Grazia Gini, Ponte alle grazie, 1999, ISBN  8879284428
  - Ancora io, traduzione di Maria Grazia Gini, TEA, 2000, ISBN  9788878188174
- Nothing Is Impossible: Reflections on a New Life, Random House, 2002, ISBN  0375507787
  - Niente è impossibile. Riflessioni su una nuova vita, traduzione di C. Galli, Ponte alle Grazie, 2003, ISBN 9788879286374

## Riconoscimenti
- Premio BAFTA
  - 1979: vittoria – Migliore attore debuttante per Superman
- Saturn Award
  - 1979: candidatura – Miglior attore protagonista per Superman
  - 1982: candidatura – Miglior attore protagonista per Superman II
  - 1983: candidatura – Miglior attore protagonista per Trappola mortale
  - 1984: candidatura – Miglior attore protagonista per Superman III

## Omaggi
Nel 2024 è stato realizzato il documentario biografico Super/Man: The Christopher Reeve Story, diretto da Ian Bonhôte e Peter Ettedgui.